# Perú en el Campeonato Sudamericano Sub-20 de Fútbol Playa de 2023
El Campeonato Sudamericano Sub-20 de Fútbol Playa 2023 es la tercera edición del torneo de selecciones. Perú fue uno de los 10 participantes.

## Participación
Perú formó parte del grupo B y a pesar de igual en puntos con Colombia en el segundo lugar, fue eliminado por perder el duelo directo ante los cafeteros. Finalmente ganó el duelo ante Uruguay por el quinto lugar.

### Primera fase
| Equipo    | Pts | PJ | PG | PG+ | PP | GF | GC | Dif |
| --------- | --- | -- | -- | --- | -- | -- | -- | --- |
| Brasil    | 12  | 4  | 4  | 0   | 0  | 33 | 6  | +27 |
| Colombia  | 6   | 4  | 2  | 0   | 2  | 12 | 18 | -6  |
| Perú      | 6   | 4  | 2  | 0   | 2  | 15 | 17 | -2  |
| Venezuela | 3   | 4  | 1  | 0   | 3  | 12 | 16 | -4  |
| Argentina | 3   | 4  | 1  | 0   | 3  | 9  | 24 | -15 |

| 5 de agosto de 2023 | Perú | 3:2 | Venezuela | Arena Cavancha, Iquique |  |
|                     |      |     |           | Árbitro(s):             |  |

| 7 de agosto de 2023 | Brasil | 9:3 | Perú | Arena Cavancha, Iquique |  |
|                     |        |     |      | Árbitro(s):             |  |

| 9 de agosto de 2023 | Perú | 8:3 | Argentina | Arena Cavancha, Iquique |  |
|                     |      |     |           | Árbitro(s):             |  |

| 10 de agosto de 2023 | Perú | 1:3 | Colombia | Arena Cavancha, Iquique |  |
|                      |      |     |          | Árbitro(s):             |  |

### Partido por el quinto lugar
| 13 de agosto de 2023, 13:45 | Uruguay | 4:5 | Perú | Arena Cavancha, Iquique |  |

## Números finales
| Pos. | Equipo | Pts | PJ | PG | PG+ | PP | GF | GC | Dif. | Rend. |
| ---- | ------ | --- | -- | -- | --- | -- | -- | -- | ---- | ----- |
| 5    | Perú   | 9   | 5  | 3  | 0   | 2  | 20 | 21 | -1   | 60%   |